# Lena Kolarska-Bobińska

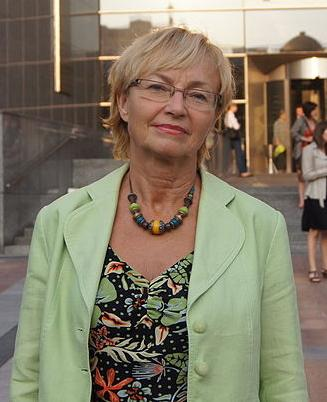
Lena Kolarska-Bobińska, Mai 2012

Lena Barbara Kolarska-Bobińska (* 3. Dezember 1947 in Prag) ist eine polnische Soziologin und Politikerin (PO). Sie gehörte von 2009 bis 2013 dem Europaparlament an und von 2013 bis 2015 Ministerin für Wissenschaft und Hochschulbildung.

## Leben und Beruf
Kolarska-Bobińska studierte an der Universität Warschau und ist Fellow der Stanford University sowie der Business School of Carnegie Mellon University. 1974 wurde sie promoviert und 1984 habilitierte sie sich. Seit 1993 ist sie Titularprofessorin für Geisteswissenschaften. Von 1991 bis 1997 war sie Direktorin des Meinungsforschungsinstitutes CBOS, seit 1997 ist sie Direktorin des Instytut Spraw Publicznych in Warschau.
Kolarska-Bobińska ist Autorin von ca. 150 Publikationen und hielt Vorlesungen an Universitäten in Polen und im Ausland. Sie kommentierte politische und gesellschaftliche Entwicklungen für polnische und internationale Medien. Im französischen Journal Les Echos erscheinen regelmäßig ihre Kolumnen. Sie ist verheiratet.

## Politik
Sie war von 1992 bis 1995 Mitglied des Wirtschaftsrates von Präsident Lech Wałęsa, von 1998 bis 2001 Berater des polnischen Chefunterhändlers bei den Beitrittsverhandlungen zur EU und gehörte von 2001 bis 2005 zum Beraterstab von Präsident Aleksander Kwaśniewski. Bei der Europawahl 2009 wurde sie in ihrem Wahlkreis Lublin für die Platforma Obywatelska (PO) ins Europäische Parlament gewählt. Nach der Wahl trat sie der Partei auch bei. Lena Kolarska-Bobińska unterstützt ein föderales Europa und hat das Manifest der Spinelli-Gruppe unterzeichnet.
Am 2. Dezember 2013 legte sie ihr Mandat im Europaparlament nieder, einen Tag später trat sie als Nachfolgerin von Barbara Kudrycka ihr neues Amt als Wissenschafts- und Hochschulministerin im Kabinett Tusk II an. Dieses Amt behielt sie auch im Kabinett Kopacz, dessen Amtszeit am 16. November 2015 endete.